# 薔薇いくたびか
『薔薇いくたびか』（ばらいくたびか）は、1955年に公開された日本映画。衣笠貞之助監督。小山いと子原作。

## キャスト
- 松島辰郎 : 小沢栄
- 松島順子 : 村瀬幸子
- 松島真一郎 : 根上淳
- 松島光子 : 南田洋子
- 桐生敬之助 : 見明凡太朗
- 桐生よし江 : 三益愛子
- 桐生弓子 : 若尾文子
- 桐生敬治 : 入江洋佑
- 桐生茂吉 : 宮島健一
- 市岡高子 : 村田知英子
- 市岡鶴夫 : 船越英二
- 市岡松夫 : 林成年
- 市岡福子 : 市川和子
- 山村御風 : 長谷川一夫
- 山村富子 : 矢島ひろ子
- 山村素風 : 市川雷蔵
- 芹沢五郎 : 菅原謙二
- 野々宮幸子 : 京マチ子
- 福井譲 : 北原義郎
- 高倉明 : 勝新太郎
- 沢田道代 : 山本富士子
- 渡辺澄子 : 伏見和子
- 技師 : 高松英郎

## スタッフ
- 監督 : 衣笠貞之助
- 脚本 : 衣笠貞之助、相良準
- 撮影 : 渡辺公夫
- 音楽 : 斎藤一郎
- 美術 : 柴田篤二
- 録音 : 佐藤泰博
- 照明 : 柴田恒吉
- 制作 : 永田雅一